# Turquía en los Juegos Olímpicos de Pekín 2008
Turquía estuvo representada en los Juegos Olímpicos de Pekín 2008 por un total de 67 deportistas, 48 hombres y 19 mujeres, que compitieron en 12 deportes.
El portador de la bandera en la ceremonia de apertura fue el luchador Mehmet Özal.

## Medallistas
El equipo olímpico turco obtuvo las siguientes medallas:
| Nombre            | Deporte            | Competición |
| ----------------- | ------------------ | ----------- |
| Oro               |                    |             |
| Ramazan Şahin     | Lucha libre        | 66 kg M     |
| Plata             |                    |             |
| Elvan Abeylegesse | Atletismo          | 5000 m F    |
| Elvan Abeylegesse | Atletismo          | 10 000 m F  |
| Azize Tanrıkulu   | Taekwondo          | –57 kg F    |
| Bronce            |                    |             |
| Yakup Kılıç       | Boxeo              | –57 kg M    |
| Nazmi Avluca      | Lucha grecorromana | 84 kg M     |
| Servet Tazegül    | Taekwondo          | –68 kg M    |